# Россия на чемпионате мира по гандболу среди мужских команд 2007
Мужская сборная России по гандболу, по общему мнению специалистов и игроков, попала в очень сложную группу. В соперники нашей команде достались сборная Хорватии − победитель и серебряный призёр двух последних мировых первенств, сборная Южной Кореи, обыгравшая Россию на Олимпийских играх в Афинах, и лишь встреча с марокканцами не должна была вызывать опасений.
Своё выступление на чемпионате мира по гандболу 2007 сборная России начала 20 января. В первом матче российские гандболисты сыграли вничью с Южной Кореей 32:32. До 27-й минуты россияне почти постоянно лидировали в счёте (но ни разу не оторвались больше чем на 2 мяча), но за оставшиеся до перерыва 3 с небольшим минуты корейцы не только сравняли счёт, но и вышли вперёд − 17:15. Преимущество корейцев в счёте продолжилось и во второй половине встречи (опять же, лишь раз они оторвались на 3 гола) до самой последней минуты, когда окончательный счёт установил Алексей Растворцев. Выручил команду вратарь Алексей Костыгов, в последние 5 секунд игры отразив 2 подряд броска с 6 метров.
Разгромив в следующем матче Марокко, и проиграв затем Хорватии, Россия со второго места вышла в основной раунд соревнований, где только в последнем матче с чехами смогла обеспечить себе путёвку в плей-офф. В 1/4 финала россияне, с разницей в один мяч, проиграли сборной Польши, и теперь будут разыгрывать места с 5 по 8.

## Состав
| Вратари            |                       |                            |                   |      |     |
| Номер              | Имя                   | Клуб                       | Дата рождения     | Рост | Вес |
| 73                 | Алексей Костыгов      | Чеховские медведи          | 5 июля, 1973      | 190  | 105 |
| 99                 | Евгений Титов         | Чеховские медведи          | 31 марта, 1983    | 191  | 94  |
| Правые крайние     |                       |                            |                   |      |     |
| Номер              | Имя                   | Клуб                       | Дата рождения     | Рост | Вес |
| 6                  | Денис Кривошлыков     | Адемар Леон (Испания)      | 10 мая, 1971      | 180  | 74  |
| 25                 | Дмитрий Ковалёв       | Чеховские медведи          | 15 мая, 1982      | 178  | 78  |
| Левые крайние      |                       |                            |                   |      |     |
| Номер              | Имя                   | Клуб                       | Дата рождения     | Рост | Вес |
| 9                  | Алексей Кайнаров      | Лукойл-Динамо              | 1 апреля, 1979    | 185  | 85  |
| 23                 | Эдуард Кокшаров       | Пивоварна Лашко (Словения) | 4 ноября, 1975    | 185  | 94  |
| 31                 | Тимур Дибиров         | Чеховские медведи          | 30 июля, 1983     | 180  | 71  |
| Правые полусредние |                       |                            |                   |      |     |
| Номер              | Имя                   | Клуб                       | Дата рождения     | Рост | Вес |
| 17                 | Алексей Каманин       | Чеховские медведи          | 6 июня, 1978      | 197  | 112 |
| 35                 | Константин Игропуло   | Чеховские медведи          | 14 апреля, 1985   | 190  | 98  |
| Левые полусредние  |                       |                            |                   |      |     |
| Номер              | Имя                   | Клуб                       | Дата рождения     | Рост | Вес |
| 93                 | Валерий Мягков        | Лукойл-Динамо              | 17 сентября, 1980 | 196  | 96  |
| 15                 | Алексей Растворцев    | Чеховские медведи          | 8 августа, 1978   | 200  | 119 |
| Линейные           |                       |                            |                   |      |     |
| Номер              | Имя                   | Клуб                       | Дата рождения     | Рост | Вес |
| 8                  | Егор Евдокимов        | Чеховские медведи          | 9 марта, 1982     | 203  | 114 |
| 10                 | Александр Черноиванов | Чеховские медведи          | 13 февраля, 1979  | 200  | 108 |
| 20                 | Михаил Чипурин        | Чеховские медведи          | 17 ноября, 1980   | 190  | 110 |
| Разыгрывающие      |                       |                            |                   |      |     |
| Номер              | Имя                   | Клуб                       | Дата рождения     | Рост | Вес |
| 2                  | Василий Филиппов      | Чеховские медведи          | 18 января, 1981   | 182  | 85  |
| 77                 | Виталий Иванов        | Чеховские медведи          | 3 февраля, 1976   | 194  | 90  |
| 5                  | Олег Кулешов          | Магдебург (Германия)       | 15 апреля, 1974   | 186  | 95  |

## Результаты встреч

### Предварительный этап
| 20 января, 2007 | \| Россия \| 32 : 32 (15 : 17) \| Южная Корея \| \| Денис Кривошлыков (4) Егор Евдокимов (3) Алексей Растворцев (7) Алексей Каманин (1) Эдуард Кокшаров (3) Дмитрий Ковалёв (3) Тимур Дибиров (4) Константин Игропуло (3, 1 с пен.) Виталий Иванов (4) \| Голы \| Сунь И Хванбо (2) Ти Ван Ким (1) Кин Мин Юн (2) Джун Ге Парк (4) Кунь Сук Парк Вон Чуль Пэк (6) Кунь Шин Юн (4) Чи Хо Чо (8, 4 с пен.) Джа By Ли (3) Сунь Хон Ким (1) \| | Стадион: Порш-Арена, Штутгарт Зрителей: 5 900 Судьи: Ненад Кристич, Петер Любич                                                                                       |
| Россия: броски − 32/49; пенальти − 1/2; жёлтые карточки − 3; штраф − 10 мин. Ю. Корея: броски − 32/56; пенальти − 4/5; жёлтые карточки − 3; штраф − 4 мин.                                         | | |
| Россия | 32 : 32 (15 : 17) | Южная Корея |
| Денис Кривошлыков (4) Егор Евдокимов (3) Алексей Растворцев (7) Алексей Каманин (1) Эдуард Кокшаров (3) Дмитрий Ковалёв (3) Тимур Дибиров (4) Константин Игропуло (3, 1 с пен.) Виталий Иванов (4) | Голы | Сунь И Хванбо (2) Ти Ван Ким (1) Кин Мин Юн (2) Джун Ге Парк (4) Кунь Сук Парк Вон Чуль Пэк (6) Кунь Шин Юн (4) Чи Хо Чо (8, 4 с пен.) Джа By Ли (3) Сунь Хон Ким (1) |

| 21 января, 2007 | \| Марокко \| 19 : 35 (7 : 15) \| Россия \| \| Халид Имагри (2) Тарек Эль-Гондул (3) Суфиан Эль-Морабет (5, 2 с пен.) Исмаил Бухаддиви (3) Редуан Салам (3) Мохамед Берраджа (3, 1 с пен.) \| Голы \| Василий Филиппов (2) Денис Кривошлыков (3) Егор Евдокимов (1) Алексей Растворцев (4) Алексей Каманин (2) Михаил Чипурин (6) Эдуард Кокшаров (11, 7 с пен.) Дмитрий Ковалёв (1) Тимур Дибиров (1) Валерий Мягков (4, 3 с пен.) \| | Стадион: Порш-Арена, Штутгарт Зрителей: 5 900 Судьи: Ненад Кристич, Петер Любич |
| Марокко: броски − 19/45; пенальти − 3/4; жёлтые карточки − 3; штраф − 12 мин. Россия: броски − 35/52; пенальти − 10/11; жёлтые карточки − 3; штраф − 4 мин. | | |
| Марокко | 19 : 35 (7 : 15) | Россия |
| Халид Имагри (2) Тарек Эль-Гондул (3) Суфиан Эль-Морабет (5, 2 с пен.) Исмаил Бухаддиви (3) Редуан Салам (3) Мохамед Берраджа (3, 1 с пен.)                 | Голы | Василий Филиппов (2) Денис Кривошлыков (3) Егор Евдокимов (1) Алексей Растворцев (4) Алексей Каманин (2) Михаил Чипурин (6) Эдуард Кокшаров (11, 7 с пен.) Дмитрий Ковалёв (1) Тимур Дибиров (1) Валерий Мягков (4, 3 с пен.) |

| 22 января, 2007 | \| Хорватия \| 32 : 27 (16 : 11) \| Россия \| \| Ивано Балич (6) Блаженко Лацкович (3) Игор Вори (5) Мирза Дзомба (8, 4 с пен.) Драго Вукович (2) Петар Метличич (7) Любо Вукич (1) \| Голы \| Егор Евдокимов (1) Алексей Растворцев (5) Михаил Чипурин (1) Эдуард Кокшаров (4, 3 с пен.) Дмитрий Ковалёв (5) Константин Игропуло (5) Виталий Иванов (6) \| | Стадион: Порш-Арена, Штутгарт Зрителей: 5 900 Судьи: Жиль Борд, Оливье Буй                                                                                |
| Хорватия: броски − 32/55; пенальти − 4/4; жёлтые карточки − 3; штраф − 4 мин. Россия: броски − 27/47; пенальти − 3/4; жёлтые карточки − 3; штраф − 10 мин. | | |
| Хорватия | 32 : 27 (16 : 11) | Россия |
| Ивано Балич (6) Блаженко Лацкович (3) Игор Вори (5) Мирза Дзомба (8, 4 с пен.) Драго Вукович (2) Петар Метличич (7) Любо Вукич (1)                         | Голы | Егор Евдокимов (1) Алексей Растворцев (5) Михаил Чипурин (1) Эдуард Кокшаров (4, 3 с пен.) Дмитрий Ковалёв (5) Константин Игропуло (5) Виталий Иванов (6) |

### Основной раунд
| 24 января, 2007 | \| Испания \| 33 : 29 (17 : 15) \| Россия \| \| Альберто Энтрерриос (8) Роландо Фонсека (2) Давид Камара (1) Хуан Лоренсана (10, 8 с пен.) Икер Фернандес (6) Хосе-Мария Вакеро(1) Виктор Гонсалес (5) \| Голы \| Денис Кривошлыков (2) Алексей Кайнаров (2) Алексей Растворцев (2) Алексей Каманин (2) Михаил Чипурин (5) Эдуард Кокшаров (2) Дмитрий Ковалёв (2) Константин Игропуло (6, 2 с пен.) Виталий Иванов (4) Валерий Мягков (2) \| | Стадион: SAP-Арена, Мангейм Зрителей: 9 000 Судьи: Франк Лемме, Бернд Ульрих |
| Испания: броски − 33/53; пенальти − 8/9; жёлтые карточки − 2; штраф − 4 мин. Россия: броски − 29/54; пенальти − 2/3; жёлтые карточки − 3; штраф − 2 мин. | | |
| Испания | 33 : 29 (17 : 15) | Россия |
| Альберто Энтрерриос (8) Роландо Фонсека (2) Давид Камара (1) Хуан Лоренсана (10, 8 с пен.) Икер Фернандес (6) Хосе-Мария Вакеро(1) Виктор Гонсалес (5)   | Голы | Денис Кривошлыков (2) Алексей Кайнаров (2) Алексей Растворцев (2) Алексей Каманин (2) Михаил Чипурин (5) Эдуард Кокшаров (2) Дмитрий Ковалёв (2) Константин Игропуло (6, 2 с пен.) Виталий Иванов (4) Валерий Мягков (2) |

| 25 января, 2007 | \| Чехия \| 26 : 30 (14 : 12) \| Россия \| \| Карел Ночар (2) Михал Бруна (4) Дан Кубеш (1) Филип Йиха (10, 4 с пен.) Ян Филип (3) Ян Собол(2) Павел Горак (2) Томас Хайнц (1) Давид Юричек (1) \| Голы \| Денис Кривошлыков (3) Алексей Растворцев (4) Алексей Каманин (3) Михаил Чипурин (3) Эдуард Кокшаров (9, 5 с пен.) Дмитрий Ковалёв (2) Константин Игропуло (5) Виталий Иванов (1) \| | Стадион: SAP-Арена, Мангейм Зрителей: 9 000 Судьи: Кеннет Абрахамсен, Арне Кристиансен                                                                                           |
| Чехия: броски − 26/42; пенальти − 4/6; жёлтые карточки − 3; штраф − 16 мин. Россия: броски − 30/48; пенальти − 5/5; жёлтые карточки − 3; штраф − 12 мин. | | |
| Чехия | 26 : 30 (14 : 12) | Россия |
| Карел Ночар (2) Михал Бруна (4) Дан Кубеш (1) Филип Йиха (10, 4 с пен.) Ян Филип (3) Ян Собол(2) Павел Горак (2) Томас Хайнц (1) Давид Юричек (1)        | Голы | Денис Кривошлыков (3) Алексей Растворцев (4) Алексей Каманин (3) Михаил Чипурин (3) Эдуард Кокшаров (9, 5 с пен.) Дмитрий Ковалёв (2) Константин Игропуло (5) Виталий Иванов (1) |

| 27 января, 2007 | \| Дания \| 26 : 24 (16 : 14) \| Россия \| \| Лассе Боесен (2) Пер Легард (1) Ларс Кристиансен (4) Михаэль Кнудсен (5) Сорен Стрюгер (6, 1 с пен.) Андерс Эхслер(1) Йеспер Ноддесбо (4) Йохим Болдсен (3) \| Голы \| Денис Кривошлыков (4) Егор Евдокимов (1) Алексей Растворцев (4) Алексей Каманин (1) Эдуард Кокшаров (8, 2 с пен.) Дмитрий Ковалёв (1) Константин Игропуло (5) \| | Стадион: SAP-Арена, Мангейм Зрителей: 12 500 Судьи: Ненад Кристич, Петер Любич                                                                                |
| Дания: броски − 26/46; пенальти − 1/3; жёлтые карточки − 3; штраф − 8 мин. Россия: броски − 24/53; пенальти − 2/3; жёлтые карточки − 3; штраф − 6 мин.      | | |
| Дания | 26 : 24 (16 : 14) | Россия |
| Лассе Боесен (2) Пер Легард (1) Ларс Кристиансен (4) Михаэль Кнудсен (5) Сорен Стрюгер (6, 1 с пен.) Андерс Эхслер(1) Йеспер Ноддесбо (4) Йохим Болдсен (3) | Голы | Денис Кривошлыков (4) Егор Евдокимов (1) Алексей Растворцев (4) Алексей Каманин (1) Эдуард Кокшаров (8, 2 с пен.) Дмитрий Ковалёв (1) Константин Игропуло (5) |

После того, как россияне в предыдущей игре уступили датчанам, в игре с венграми сборной России требовалась только победа. Более того − победа с разницей в 2 и более мяча, поскольку в противном случае приходилось уповать на победу или ничью сборной Дании в поединке с чехами. Если бы чехи обыграли датчан, то у 3 команд − Дании, России и Венгрии − в активе было бы по 4 очка, и в таком случае распределение мест велось бы по лучшей разнице мячей в личных встречах.
Начало матча, как почти и во всех предыдущих встречах осталось не за россиянами: к 8-й минуте они проигрывали 2:5. Эта же разница в «−3» сохранилась и до окончания первой половины − 12:15. У венгров 5 мячей до перерыва забросил Гюла Гал. У россиян как всегда самым результативным был Эдуард Кокшаров и Денис Кривошлыков, на счету которых 8 мячей из 12.
Благодаря усилиям того же Эдуарда Кокшарова к 36-й минуте Россия наконец сравняла счёт − 16:16. Проигрывая 18:19, тренер венгров поменял вратаря Ненада Пульежевича на Нандора Фазекаша и замена себя оправдала: в течение 6 минут россияне не смогли поразить ворота − 19:21. Но две точные попытки с 7−метровой отметки Константина Игропуло, и вскоре «−2» оборачиваются в «+2». Но далее следуют 2 гола подряд Габора Чашара, и быстрый отрыв Герго Иванчика за полторы минуты до свистка − 24:25. Но быстрый ответ издали Алексея Растворцева выравнял ситуацию. Тем не менее, ничья Россию никак не устраивала.
Концовка игры прошла в очень нервозной обстановке, был даже предупреждён главный тренер сборной России Владимир Максимов. Венгры хорошо защищались, не давая россиянам возможности совершить бросок, но за секунду до конца ответственность на себя взял капитан российской сборной Эдуард Кокшаров, с левого угла послав мяч между ног Фазекаша. Россия победила 26:25, и предстояло ждать положительного результата Дании в матче с Чехией. Датчане не подвели − 33:29, и это вывело россиян в четвертьфинал на сборную Польши.
| 28 января, 2007 | \| Россия \| 26 : 25 (12 : 15) \| Венгрия \| \| Денис Кривошлыков (5) Алексей Растворцев (2) Эдуард Кокшаров (10, 2 с пен.) Константин Игропуло (6, 3 с пен.) Виталий Иванов (3) \| Голы \| Ференц Ильеш (1) Габор Чашар (3, 1 с пен.) Иво Диас (2) Тамаш Мочай (1) Гюла Гал (7) Герго Иванчик (5, 2 с пен.) Ласло Надь (5) Аттила Вадкерти (1) \| | Стадион: SAP-Арена, Мангейм Зрителей: 12 500 Судьи: Жиль Борд, Оливье Буй                                                                           |
| Россия: броски − 26/51; пенальти − 5/7; жёлтые карточки − 4; штраф − 10 мин. Венгрия: броски − 25/48; пенальти − 3/6; жёлтые карточки − 3; штраф − 6 мин. | | |
| Россия | 26 : 25 (12 : 15) | Венгрия |
| Денис Кривошлыков (5) Алексей Растворцев (2) Эдуард Кокшаров (10, 2 с пен.) Константин Игропуло (6, 3 с пен.) Виталий Иванов (3)                          | Голы | Ференц Ильеш (1) Габор Чашар (3, 1 с пен.) Иво Диас (2) Тамаш Мочай (1) Гюла Гал (7) Герго Иванчик (5, 2 с пен.) Ласло Надь (5) Аттила Вадкерти (1) |

### 1/4 финала
В матче 1/4 финала, который состоялся в Гамбурге, сборная России играла против поляков, занявших в своей группе первое место. Перед матчем в состав российской сборной был дозаявлен разыгрывающий Олег Кулешов, выступающий за немецкий клуб «Магдебург». Начало матча осталось за поляками, которые уже после пяти минут вели в счёте 5:2. Ближе к середине первого тайма игра выровнялась, но россияне постоянно проигрывали одно-два очка. На 21-й минуте Эдуард Кокшаров впервые в матче сравнял счёт — 11:11. Поляки тут же ответили двумя результативными атаками, в результате чего разрыв вырос до двух мячей. На 25-й минуте Константин Игропуло сумел сократить разрыв в счёте, а вскоре счёт снова сравнялся — 14:14. Концовка тайма, как и начало, осталось за поляками. Два броска подряд россиян отразил вратарь Славомир Шмаль, поляки же свои моменты реализовали, и команды ушли на перерыв при счёте 16:14 в пользу сборной Польши.
На протяжении первых десяти минут второго тайма разрыв в два-три мяча продолжал сохраняться, но сороковой минуте после голов Чипурина и Игропуло россияне вновь сравняли счёт. Разрыв в один мяч сохранялся до конца матча. За минуту и 45 секунд Шмаль взял семиметровый от Игропуло (только во втором тайме Шмаль отразил четыре семиметровых), а Кароль Белецкий вывел поляков вперёд — 28:27. За 31 секунду до конца на паркет повалили Кокшарова, который с разбитым в кровь лицом покинул площадку. За 16 секунд до конца, локтем в лицо получил уже Игропуло. Нагрубившего поляка удалили, но у россиян оставалось очень мало времени на точный бросок. За 3 секунды до конца игры он всё же был произведён, но Шмаль уверенно с ним справился.

| 30 января, 2007 | \| Польша \| 28 : 27 (16 : 14) \| Россия \| \| Патрик Кущинский (1) Матеуш Яхлевский (1) Гжегож Ткачик (5) Кароль Билецкий (7) Бартуш Юрецкий (3) Мариуш Юрасик (3) Томаш Тручинский (2, оба с пен.) Мартин Лиевский (6) \| Голы \| Олег Кулешов (2) Денис Кривошлыков (5) Алексей Растворцев (3) Михаил Чипурин (3) Эдуард Кокшаров (8, 3 с пен.) Константин Игропуло (3) Виталий Иванов (3) \| | Стадион: Колор Лайн Арена, Гамбург Зрителей: 12 500 Судьи: Франк Лемме, Бернд Ульрих                                                                      |
| Польша: броски − 28/46; пенальти − 2/4; жёлтые карточки − 3; красные карточки − 1; штраф − 14 мин. Россия: броски − 27/52; пенальти − 3/8; жёлтые карточки − 3; штраф − 12 мин. | | |
| Польша | 28 : 27 (16 : 14) | Россия |
| Патрик Кущинский (1) Матеуш Яхлевский (1) Гжегож Ткачик (5) Кароль Билецкий (7) Бартуш Юрецкий (3) Мариуш Юрасик (3) Томаш Тручинский (2, оба с пен.) Мартин Лиевский (6)       | Голы | Олег Кулешов (2) Денис Кривошлыков (5) Алексей Растворцев (3) Михаил Чипурин (3) Эдуард Кокшаров (8, 3 с пен.) Константин Игропуло (3) Виталий Иванов (3) |

### Турнир за 5−8 места
Победив сборную Исландии со счётом 28:25, российские гандболисты досрочно решили локальную задачу, попав на квалификацию к Олимпийским играм 2008 года. Четыре года назад, на Чемпионате мира 2003 в Португалии, также в первой игре утешительного турнира за 5-8 места, россияне играли с исландцами и тоже победили.
В конце первого тайма, россияне вели 16:12, но два гола исландцев сократили разрыв в счёте к концу тайма до двух мячей. При этом Виталию Иванову не хватило всего немного времени — мяч залетел в сетку ворот соперника чуть позже сирены на перерыв. Десять минут в середине второго тайма оказались для сборной России самыми провальными. Исландия забила в ворота Алексея Костыгова шесть мячей, на которые Россия ответила всего одним. За пять минут до конца встречи, уже уступавшие россияне сравняли счёт, а затем и вышли вперёд. В начале последней минуты матча за сборную России «сыграла» ещё и штанга. Окончательный счёт установил Дмитрий Ковалёв — 28:25.
| 1 февраля, 2007 | \| Россия \| 28 : 25 (16 : 14) \| Исландия \| \| Олег Кулешов (2) Денис Кривошлыков (3) Егор Евдокимов (4) Алексей Кайнаров (3) Алексей Растворцев (5) Михаил Чипурин (3) Дмитрий Ковалёв (1) Константин Игропуло (1) Виталий Иванов (6) \| Голы \| Логи Геирссон (1) Сигфус Сигурдссон (1) Маркус Михельссон (1) Гудьон-Валур Сигурдссон (6) Снорри Гудьонссон (3, 1 с пен.) Олафур Стефаннсон (7, 3 с пен.) Александр Петтерсон (6) \| | Стадион: Колор Лайн Арена, Гамбург Зрителей: 10 000 Судьи: Петер Херцег, Петер Сюди                                                                                               |
| Россия: броски − 28/57; пенальти − 0/1; жёлтые карточки − 2; штраф − 8 мин. Исландия: броски − 25/50; пенальти − 4/5; жёлтые карточки − 3; штраф − 8 мин.                               | | |
| Россия | 28 : 25 (16 : 14) | Исландия |
| Олег Кулешов (2) Денис Кривошлыков (3) Егор Евдокимов (4) Алексей Кайнаров (3) Алексей Растворцев (5) Михаил Чипурин (3) Дмитрий Ковалёв (1) Константин Игропуло (1) Виталий Иванов (6) | Голы | Логи Геирссон (1) Сигфус Сигурдссон (1) Маркус Михельссон (1) Гудьон-Валур Сигурдссон (6) Снорри Гудьонссон (3, 1 с пен.) Олафур Стефаннсон (7, 3 с пен.) Александр Петтерсон (6) |

В своем заключительном поединке, в матче за 5-е место, сборная России встречалась с олимпийскими чемпионами хорватами и проиграла 25:34. Уже после первой половины игры россияне уступали в счёте шесть мячей. Во втором тайме хорваты ещё больше увеличили разрыв. Лучшим бомбардиром в матче у сборной России стал Константин Игропуло, забивший 9 мячей (четыре из них с пенальти).
| 3 февраля, 2007 | \| Хорватия \| 34 : 25 (18 : 12) \| Россия \| \| Никша Калеб (5) Ренато Сулич (1) Ивано Балич (8) Блаженко Лацкович (1) Ведран Срнич (11, 5 с пен.) Далибор Анусич (2) Игор Вори (2) Драго Вукович (3) Денис Сполярич (1) \| Голы \| Денис Кривошлыков (1) Алексей Кайнаров (2) Алексей Растворцев (1) Михаил Чипурин (5) Дмитрий Ковалёв (1) Тимур Дибиров (1) Константин Игропуло (9, 4 с пен.) Виталий Иванов (3) Валерий Мягков (2) \| | Стадион: Кёльн-Арена, Кёльн Зрителей: 18 000 Судьи: Франк Лемме, Бернд Ульрих |
| 'Хорватия: броски − 34/48; пенальти − 5/5; жёлтые карточки − 3; штраф − 0 мин. Россия: броски − 25/42; пенальти − 4/4; жёлтые карточки − 3; штраф − 4 мин.               | | |
| Хорватия | 34 : 25 (18 : 12) | Россия |
| Никша Калеб (5) Ренато Сулич (1) Ивано Балич (8) Блаженко Лацкович (1) Ведран Срнич (11, 5 с пен.) Далибор Анусич (2) Игор Вори (2) Драго Вукович (3) Денис Сполярич (1) | Голы | Денис Кривошлыков (1) Алексей Кайнаров (2) Алексей Растворцев (1) Михаил Чипурин (5) Дмитрий Ковалёв (1) Тимур Дибиров (1) Константин Игропуло (9, 4 с пен.) Виталий Иванов (3) Валерий Мягков (2) |

## Статистика[1]
| Игрок                 | Игры | Голы | Отражённые броски | %    |
| --------------------- | ---- | ---- | ----------------- | ---- |
| Костыгов Алексей      | 10   | 0    | 104               | 30 % |
| Титов Евгений         | 10   | 0    | 11                | 24 % |
| Игропуло Константин   | 10   | 43   | —                 | 52 % |
| Растворцев Алексей    | 10   | 37   | —                 | 46 % |
| Кривошлыков Денис     | 10   | 30   | —                 | 73 % |
| Иванов Виталий        | 10   | 30   | —                 | 49 % |
| Чипурин Михаил        | 10   | 26   | —                 | 65 % |
| Ковалёв Дмитрий       | 10   | 16   | -                 | 70 % |
| Каманин Алексей       | 10   | 9    | —                 | 43 % |
| Филлипов Василий      | 10   | 2    | —                 | 13 % |
| Кокшаров Эдуард       | 9    | 55   | —                 | 71 % |
| Евдокимов Егор        | 9    | 10   | —                 | 56 % |
| Мягков Валерий        | 8    | 8    | —                 | 73 % |
| Кайнаров Алексей      | 8    | 7    | —                 | 70 % |
| Дибиров Тимур         | 3    | 6    | —                 | 35 % |
| Кулешов Олег          | 2    | 4    | —                 | 57 % |
| Черноиванов Александр | 1    | 0    |                   | 0 %  |

## Факты
- Показатели сборной России — четыре победы, одна ничья и пять поражений, разница мячей 283:280 — худшие среди команд первой восьмерки.
- Заняв шестое место чемпионате, Россия обеспечила себе участие в квалификационном турнире к Олимпиаде-2008.
- Россиянин Эдуард Кокшаров вошёл в символическую сборную чемпионата.